# Mate Solis

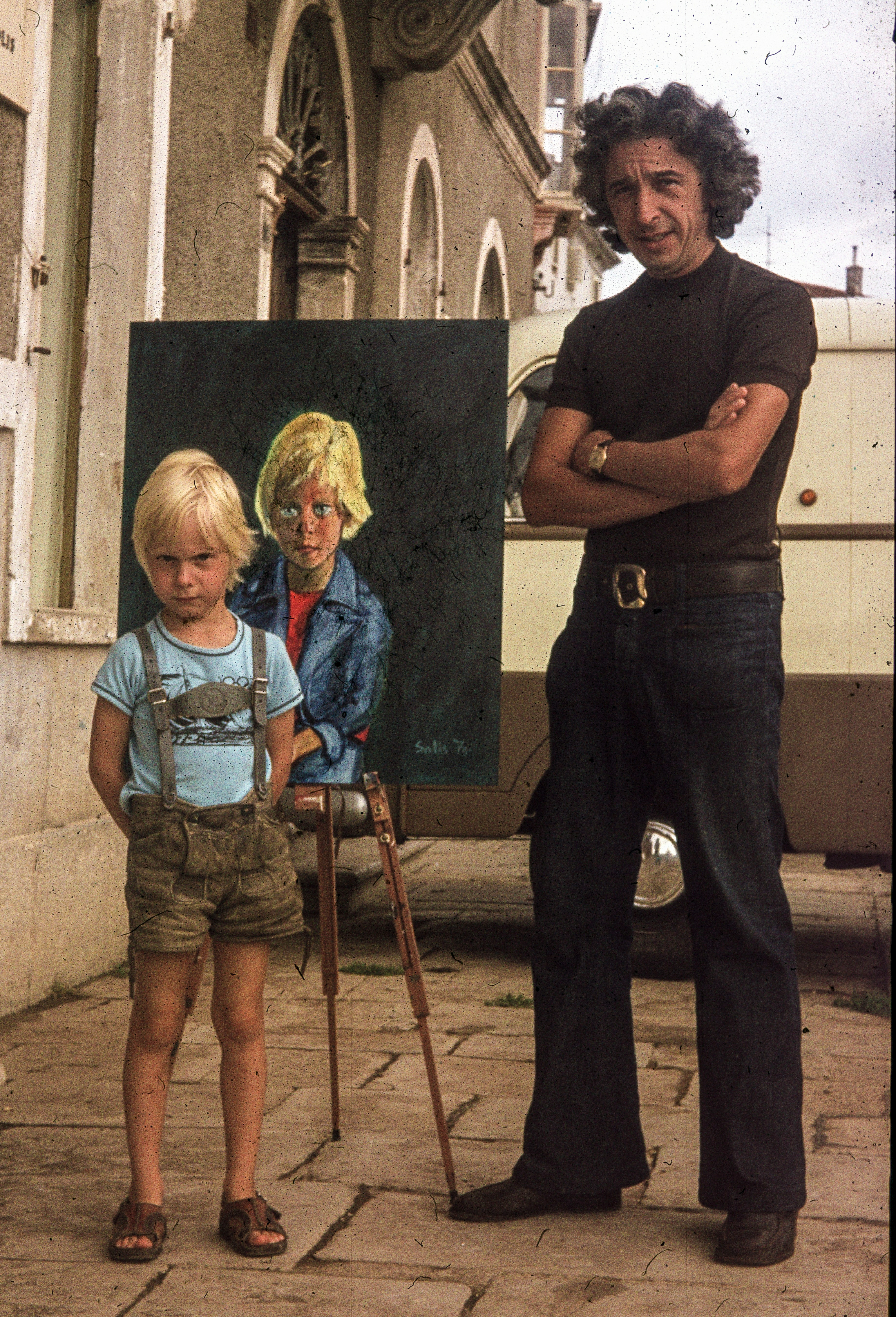
Mate Solis im Sommer 1973, neben einem seiner Bilder

Mate Solis (* 21. Juli 1935 in Zadar, Kroatien; † 12. November 2019 in Cres, Kroatien) war ein kroatischer Maler, Bildhauer und Illustrator.

## Leben
Nach seiner Schulzeit auf Cres und in Rijeka besuchte Solis zunächst die Kunstgewerbeschule und studierte dann bis 1962 an der Kunstakademie von Zagreb.
Zurück in seiner Heimat, eröffnete Solis sein eigenes Atelier im Hafenviertel von Cres, wo er bis zu seinem Tod lebte und arbeitete.

## Werke
Bekannt wurde Solis durch die Darstellung von Szenen aus dem Alltag seiner Heimat in Aquarell und Öl. Typisch für seinen Stil ist die Darstellung seiner Motive in intensiven, leuchtenden Farben.
Im Jahr 1975 schuf er ein Denkmal für die im Zweiten Weltkrieg gefallenen Soldaten, das an der Promenade seiner Heimatstadt aufgestellt wurde.
Seine Bilder wurden in vielen Reiseführern und Büchern über Cres wiedergegeben und prägten so entscheidend die „visuelle Identität“ der Insel.